# Seungri
Seungri (hangul: 승리; született: 이승현 I Szunghjon (Lee Seung-hyun); Kvangdzsu (Gwangju), 1990. december 12. –) dél-koreai énekes, táncos és színész, a Big Bang együttes korábbi tagja.

## Élete és pályafutása
Pályafutását táncosként kezdte, majd részt vett a Big Bang válogatóján, ahol a kilencedik körben kiejtették, később azonban kapott még egy lehetőséget a bizonyításra és végül tagja lett az együttesnek. 2008-ban az együttesből elsőként szerepelt musicalben. Művésznevének jelentése: „győzelem”.
Seungri a Kjonghi (Kyunghee) Egyetem posztmodernzene-szakán tanult, melyet az elfoglaltságai miatt 2012-ben abbahagyott. Egy online kurzusokat tartó egyetemen folytatta a tanulmányait. Folyékonyan beszél angolul és japánul.

## Burning Sun-botrány
2019 elején őrizetbe vették azzal a váddal, hogy az általa vezetett szöuli klubban prostituáltakat futtatott. Az énekes bejelentette, hogy visszavonul a szórakoztatóipartól. 2019. március 13-án a YG Entertainment bejelentette, hogy elfogadták Seungri visszavonulását és megszüntették a szerződését a kiadóval. 2021 júliusában az ügyészség 5 év letöltendő börtönbüntetést kért az énekesre, többek között kerítés (prostitúció elősegítése), rendszeres külföldi szerencsejátékozás és sikkasztás vádjával. Seungri kilenc vádpontból nyolcat tagadott, csak azt ismerte el, hogy egy alkalommal Las Vegasban nagy értékben váltott ki zsetonokat. 2021 augusztusában a bíróság mind a kilenc vádpontban bűnösnek találta és három év letöltendő szabadságvesztésre ítélte, végül a büntetését másfél évre csökkentették.

## Diszkográfia
Középlemezek
- V.V.I.P (2011)[16]
- Let's Talk About Love (2013)[17]

Kislemezek
- The Next Day (2006)
- Strong Baby feat. G-Dragon (2008)

## Filmográfia
Musicalek
- Sonagi (2008)
- Shouting! (소리쳐!) (2009)

Televíziós sorozatok
- Light And Shadow (cameo a 8 és 9. részben)
- Kindaichi Shonen no Jikenbo – Hong Kong Kowloon Treasure Murder Case (japán) (2013)
- Angel Eyes (2014)

Filmek
- Why Did You Come to My House? (2009)
- Nineteen (2009)
- High & Low The Movie (2016)